# Premis Butaca de 2007
Els Premis Butaca de 2007, varen ser la tretzena edició dels oficialment anomenats Premis Butaca de teatre i cinema de Catalunya, uns guardons teatrals i cinematogràfics catalans, creats l'any 1995 per Glòria Cid i Toni Martín, conductors d'un programa a la ràdio de Premià de Mar, en reconeixement de les obres de teatre i pel·lícules estrenades a Catalunya. Els premis són atorgats per votació popular.
El lliurament dels premis es va celebrar el 18 de novembre de 2007 al pavelló d'esports Maria Teresa Roca de Mataró. La cerimònia va ser presentada per Glòria Cid i Toni Martín, creadors dels Premis.
Plataforma, de Calixte Bieito, va obtenir els tres guardons importants: millor muntatge teatral, millor direcció i millor actor de repartiment. La millor interpretació masculina van ser per a Pablo Derqui i la femenina per a Carme Elias. Pel que fa als espectacles musicals, "El dúo de la africana" va obtenir el premi al millor musical i Xavier Pujolràs va guanyar el de millor actor i Vicky Peña el de millor actriu.
També es va concedir la Butaca d'Honor a Tortell Poltrona i als Cinemes Verdi.

## Palmarès i nominacions

### Premi Butaca al millor muntatge teatral
| Obra               | Productora                                                  | Resultat  |
| ------------------ | ----------------------------------------------------------- | --------- |
| Plataforma         | Teatre Romea, Viladecans i Edinburgh International Festival | Guanyador |
| Adreça desconeguda | CAER                                                        | Nominat   |
| Arcàdia            | Teatre Nacional de Catalunya                                | Nominat   |
| European House     | Teatre Lliure i Temporada Alta                              | Nominat   |
| Unes veus          | La Lluna Nova Produccions i Germinal Produccions            | Nominat   |

### Premi Butaca al millor musical
| Obra                          | Productora                     | Resultat  |
| ----------------------------- | ------------------------------ | --------- |
| El dúo de la africana         | Teatre Lliure                  | Guanyador |
| Al llarg del Kurt             | La Perla Lila                  | Nominat   |
| Crónica sentimental de España | Sala Muntaner i Temporada Alta | Nominat   |
| John i Jen                    | Versus Teatre                  | Nominat   |
| Merrily We Roll Along         | EM+P Produccions               | Nominat   |

### Premi Butaca al millor espectacle de dansa
| Obra                     | Productora                                              | Resultat  |
| ------------------------ | ------------------------------------------------------- | --------- |
| Viatges a la felicitat   | Teatre Nacional de Catalunya                            | Guanyador |
| A la nit ferida pel raig | Lanónima Imperial, Mercat de les Flors i Teatro Arriaga | Nominat   |
| Escupir en el tiempo     | Erre que erre, Mercat de les Flors i Temporada Alta     | Nominat   |
| Orion                    | Cia. Gelabert-Azzopardi i Teatre Lliure                 | Nominat   |

### Premi Butaca al millor espectacle de petit format
| Obra                                              | Productora                                 | Resultat  |
| ------------------------------------------------- | ------------------------------------------ | --------- |
| Una còpia                                         | Teatre Lliure/CAER/Jordi Prat i Coll Cia.  | Guanyador |
| L'agressor                                        | FEI                                        | Nominat   |
| La cantant calba & La cantant calba al McDonald's | Teatre Lliure                              | Nominat   |
| Dimonis                                           | Sala Beckett/Temporada Alta                | Nominat   |
| Lúcid                                             | Sala Beckett                               | Nominat   |
| La millor nit de la teva vida                     | Teatre Nacional de Catalunya/Versus Teatre | Nominat   |

### Premi Butaca al millor espectacle d'altres disciplines
| Obra                         | Productora                   | Resultat  |
| ---------------------------- | ---------------------------- | --------- |
| Tranuites Circus             | Cuki Pons i África PCP, S.L. | Guanyador |
| El fervor de la perseverança | Cia. Carles Santos           | Nominat   |
| Vida i milagros              | Pedro Páramo                 | Nominat   |

### Premi Butaca al millor text teatral
| Obra                              | Autor/a         | Resultat  |
| --------------------------------- | --------------- | --------- |
| La millor nit de la teva vida     | Jordi Silva     | Guanyador |
| La cantant calba al McDonald's    | Lluïsa Cunillé  | Nominada  |
| Follie en familia                 | Ricard Gázquez  | Nominat   |
| Hardcore Videogames, una trilogia | Jordi Casanovas | Nominat   |
| Somriure d'elefant                | Pau Miró        | Nominat   |

### Premi Butaca a la millor direcció
| Director/a        | Obra                  | Resultat  |
| ----------------- | --------------------- | --------- |
| Calixto Bieito    | Plataforma            | Guanyador |
| Xavier Albertí    | El dúo de la africana | Nominat   |
| Lurdes Barba      | Dimonis               | Nominada  |
| Carme Portaceli   | L'agressor            | Nominada  |
| Jordi Prat i Coll | Una còpia             | Nominat   |
| Àlex Rigola       | European House        | Nominat   |

### Premi Butaca a la millor actriu
| Actriu          | Obra                                              | Resultat   |
| --------------- | ------------------------------------------------- | ---------- |
| Carme Elias     | El ventall de Lady Windermere                     | Guanyadora |
| Lluïsa Castell  | En defensa dels mosquits albins                   | Nominada   |
| Cristina Cervià | Lúcid                                             | Nominada   |
| Mercè Montalà   | La millor nit de la teva vida                     | Nominada   |
| Àngels Poch     | La cantant calba i La cantant calba al McDonald's | Nominada   |
| Rosa Renom      | El mentider                                       | Nominada   |

### Premi Butaca al millor actor
| Actor         | Obra               | Resultat  |
| ------------- | ------------------ | --------- |
| Pablo Derqui  | Unes veus          | Guanyador |
| Jordi Bosch   | Adreça desconeguda | Nominat   |
| Jordi Collet  | Dimonis            | Nominat   |
| Joel Joan     | Peer Gynt          | Nominat   |
| Ramon Madaula | Adreça desconeguda | Nominat   |
| David Selvas  | Una còpia          | Nominat   |

### Premi Butaca a la millor actriu de musical
| Actriu         | Obra                          | Resultat   |
| -------------- | ----------------------------- | ---------- |
| Vicky Peña     | Al llarg del Kurt             | Guanyadora |
| Maria Hinojosa | El dúo de la africana         | Nominada   |
| Lina Lambert   | Crónica sentimental de España | Nominada   |
| Laia Piró      | John i Jen                    | Nominada   |

### Premi Butaca al millor actor de musical
| Actor           | Obra                          | Resultat  |
| --------------- | ----------------------------- | --------- |
| Xavier Pujolràs | Crónica sentimental de España | Guanyador |
| Joan Vázquez    | Merrilly We Roll Along        | Nominat   |
| Jordi Vidal     | John i Jen                    | Nominat   |

### Premi Butaca a la millor actriu de repartiment
| Actriu          | Obra                  | Resultat   |
| --------------- | --------------------- | ---------- |
| Mar Ulldemolins | Arcàdia               | Guanyadora |
| Chantal Aimée   | El dúo de la africana | Nominada   |
| Carlota Olcina  | L'agressor            | Nominada   |
| Mont Plans      | Peer Gynt             | Nominada   |
| Julieta Serrano | Divinas palabras      | Nominada   |

### Premi Butaca al millor actor de repartiment
| Actor            | Obra                  | Resultat  |
| ---------------- | --------------------- | --------- |
| Lluís Villanueva | Plataforma            | Guanyador |
| Pere Arquillué   | El dúo de la africana | Nominat   |
| David Bagés      | Unes veus             | Nominat   |
| Joan Carreras    | Arbusht               | Nominat   |
| Marc Rodríguez   | En Pólvora            | Nominat   |

### Premi Butaca a la millor escenografia
| Actor                                   | Obra                  | Resultat   |
| --------------------------------------- | --------------------- | ---------- |
| Bibiana Puigdefàbregas i Sebastià Brosa | European House        | Guanyadors |
| Llúcia Bernet i Ricard Prat i Coll      | Una còpia             | Nominat    |
| Lluc Castells                           | El dúo de la africana | Nominat    |
| Alfons Flores                           | Plataforma            | Nominat    |
| Lluís Danés                             | Tranuites Circus      | Nominat    |

### Premi Butaca a la millor il·luminació
| Actor                | Obra                  | Resultat  |
| -------------------- | --------------------- | --------- |
| Albert Faura         | El dúo de la africana | Guanyador |
| David Bofarull       | Una còpia             | Nominat   |
| Xavi Clot            | Plataforma            | Nominat   |
| Maria Domènech       | European House        | Nominat   |
| Joan Teixidó 'Teixi' | Tranuites Circus      | Nominat   |

### Premi Butaca al millor vestuari
| Actor                       | Obra                          | Resultat   |
| --------------------------- | ----------------------------- | ---------- |
| Nina Pawlowsky              | El ventall de Lady Windermere | Guanyadora |
| María Araujo                | El dúo de la africana         | Nominada   |
| Catou Verdier i Mar Barneto | Orion                         | Nominada   |
| Marian Coromina             | Tennessee                     | Nominada   |
| Rosa Solé                   | Tranuites Circus              | Nominada   |

### Premi Butaca al millor pel·lícula catalana
| Actor                       | Obra          | Resultat   |
| --------------------------- | ------------- | ---------- |
| Salvador (Puig Antich)      | Manuel Huerga | Guanyadora |
| Ficció                      | Cesc Gay      | Nominada   |
| Llach, la revolta permanent | Lluís Danés   | Nominada   |
| Més enllà del mirall        | Joaquim Jordà | Nominada   |
| La teva vida en 65'         | Maria Ripoll  | Nominada   |

### Premi Butaca a la millor actriu catalana de cinema
| Actor          | Obra                          | Resultat   |
| -------------- | ----------------------------- | ---------- |
| Montse Germán  | Ficció                        | Guanyadora |
| Ivana Baquero  | El laberinto del fauno        | Nominada   |
| Ariadna Gil    | El laberinto del fauno        | Nominada   |
| Mercè Martínez | Deu ser que ningú és perfecte | Nominada   |
| Emma Vilarasau | Mujeres en el parque          | Nominada   |

### Premi Butaca al millor actor català de cinema
| Actor            | Obra                   | Resultat  |
| ---------------- | ---------------------- | --------- |
| Sergi López      | El laberinto del fauno | Guanyador |
| Daniel Brühl     | Salvador (Puig Antich) | Nominat   |
| Eduard Fernández | Ficció                 | Nominat   |
| Abel Folk        | El coronel Macià       | Nominat   |
| Lluís Homar      | Los Borgia             | Nominat   |

### Premi Butaca al millor mitjà de difusió del teatre
- La nit al dia (Televisió de Catalunya)

### Premi Butaca al millor mitjà de difusió del cinema
- La finestra indiscreta (Catalunya Ràdio)

### Butaca Honorífica
- Tortell Poltrona i Cinemes Verdi